# Gastronomia d'Hongria
La gastronomia hongaresa és l'expressió de l'art culinari desenvolupat a Hongria, influenciat per l'ètnia dominant: els magiars. La cultura culinària és el resultat del desenvolupament històric de més d'un mil·lenni. La tradició culinària va patir influència otomana, a causa del domini dels turcs, així com de les nacions veïnes (com l'austríaca).

## Característiques
Es tracta d'una cuina variada, amb menjar que aprofita els recursos del país.
És una cuina rica en aromes i sabors especiats, i el plat més conegut és el goulash, que reuneix els sabors típics barrejats amb el popular pebre. Les característiques més destacades del menjar i el vi magiar són els intensos sabors, obtinguts gràcies a l'ús abundant d'espècies, com el pebre i el pebre vermell.
Utilitzant els mateixos ingredients que la majoria de les cuines centreeuropees (col i moltes varietats de tubercles, vedella, porc, aus), es distingeix per una forta influència oriental (turca i balcànica) i l'ús afavorit de paprika en pols, en forma de verdura o de pebrot. També és la inspiració de molts plats de la cuina jueva Ashkenazi.

## Ingredients
En aquesta cuina s'utilitzen freqüentment els pebrots, el pebre vermell i el bitxo, així com els alls. Hi ha pocs plats amb verdures crues. Els fregits solen fer-se amb llard de porc, que s'utilitza per fregir a altes temperatures i que sol tenir un sabor fumat. En qüestió d'embotits hi ha molta varietat: un famós salami (téliszalámi), elaborat des de 1883 a Szeged de manera artesanal i amb unes qualitats úniques que el diferencien molt de l'original italià, el paprikás szalámi (salami amb pebre) i el csemege szalámi (salami fet amb un barreja de carn de porc i de vedella) i les salsitxes fumades de Békéscsaba i de Gyula.